# Pfalz D.XII
O Pfalz D.XII foi um caça alemão construído pela Pfalz Flugzeugwerke. Projetado por Rudolph Gehringer como um sucessor do Pfalz D.III, o D.XII entrou em serviço em números significativos perto do final da Primeira Guerra Mundial. Foi a última aeronave Pfalz a entrar em serviço generalizado. Embora o D.XII fosse um avião de combate eficaz, foi ofuscado pelo altamente bem sucedido Fokker D.VII.

## Projeto e desenvolvimento
No início de 1918, o Idflieg ("Inspektion der Fliegertruppen") distribuiu aos fabricantes alemães de aeronaves um relatório detalhado de engenharia do SPAD S.VII, cuja estrutura de asa a Idflieg considerou bem projetada. A Pfalz produziu vários protótipos derivados do Pfalz D.III com asas do tipo SPAD. Estes desenvolveram-se no Pfalz D.XII. A nova aeronave foi movida pelo motor Mercedes D.IIIaü de 180 hp e continuou o uso da construção de fuselagem monocoque patenteada "Wickelrumpf" da LFG-Roland com célula coberta de madeira. Diferente dos anteriores, o D.XII usava uma célula de asa de duas baias, além disso, o radiador rente à asa foi substituído por um radiador "tipo carro" montado na frente do motor.

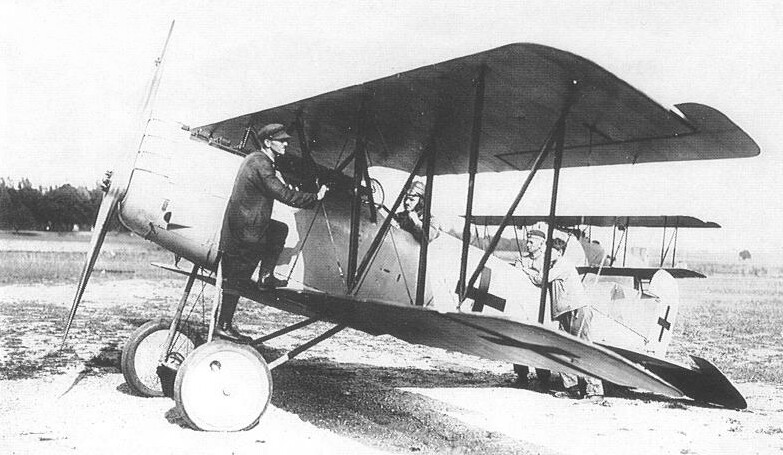
Piloto de teste Otto August em um dos primeiros Pfalz D.XII.

O protótipo do D.XII voou pela primeira vez em março de 1918. Posteriormente, o "Idflieg" emitiu uma ordem de produção para 50 aeronaves. A Pfalz entrou com vários protótipos D.XII na segunda competição de caças em Adlershof em maio/junho de 1918. Apenas Ernst Udet e Hans Weiss preferiram o D.XII sobre o Fokker D.VII, mas a opinião de Udet teve tanto peso que a Pfalz recebeu ordens de produção substanciais para o D.XII. A aeronave passou em seu "Typenprüfung" (teste de tipo oficial) em 19 de junho de 1918.
Dificuldades com o radiador, que usava tubos verticais em vez da estrutura de favo de mel mais comum, atrasaram as entregas iniciais do D.XII' até junho. Os primeiros 200 exemplares de produção podem ser distinguidos por sua barbatana e leme retangulares. As aeronaves subsequentes apresentavam um perfil de leme maior e arredondado.

## Uso operacional

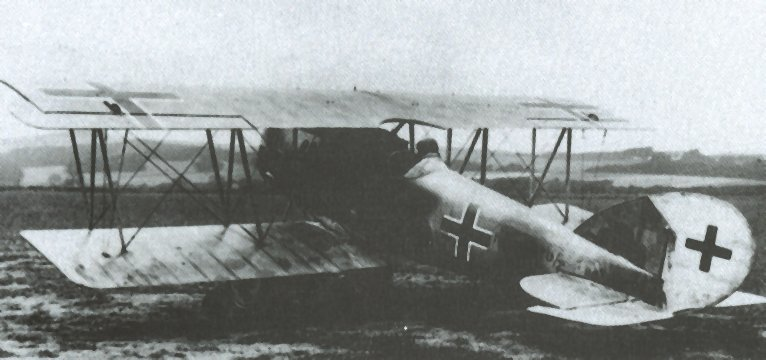
Pfalz D.XII capturado (série 1970/18) no Canadá após a guerra.

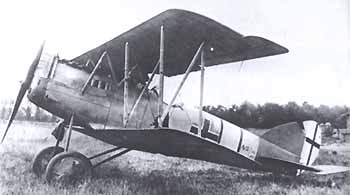
Pfalz D.XII (série 1443/18).

O D.XII começou a chegar aos "Jagdstaffeln", principalmente em unidades da Baviera, em julho de 1918. A maioria das unidades operava o D.XII em conjunto com outros tipos de caças, mas as unidades em setores mais "calmos" da frente estavam completamente equipadas com o D.XII.
Embora o D.XII tenha sido uma melhoria marcante em relação aos obsoletos Albatros D.Va e Pfalz D.IIIa, ele encontrou pouca aceitação entre os pilotos alemães, que preferiam fortemente o Fokker D.VII. O tenente Rudolf Stark, comandante do Jasta 35, escreveu:

Ninguém queria pilotar aqueles Pfalz, exceto sob compulsão, e aqueles que tinham que fazer o máximo de barulho possível para praticar neles.
Mais tarde, seus pilotos se deram muito bem com eles. Voaram bastante decentemente e sempre conseguiam acompanhar o ritmo dos Fokkers; na verdade, eles mergulharam ainda mais rápido. Mas eram pesados para curvas e propósitos de luta, e nesse aspecto não deviam ser comparados com os Fokkers. O Fokker era um animal de sangue que respondia ao menor movimento da mão e quase podia adivinhar a vontade do cavaleiro com antecedência. O Pfalz era um cavalo de carroça desajeitado que pegava pesado nas rédeas e não obedecia nada além da força mais brutal.
Aqueles que pilotaram os Pfalzs o fizeram porque não havia outras máquinas para eles. Mas eles sempre olhavam com inveja para os Fokkers e rezavam pela rápida chance de uma troca.

Graças à sua asa robusta e seção de aerofólio fino, o D.XII manteve as excelentes características de mergulho de alta velocidade do anterior "Pfalz D.III". Como a maioria dos caças contemporâneos, no entanto, o D.XII tinha um estol abrupto e uma tendência pronunciada a girar. Além disso, os pilotos criticaram consistentemente o D.XII por sua longa corrida de decolagem, controles pesados e qualidades de manuseio "desajeitadas" no ar. A taxa de rolagem, em particular, parece ter sido deficiente. Os pousos eram difíceis porque o D.XII tendia a flutuar acima do solo e o trem de pouso era fraco. As equipes de terra não gostaram do extenso suporte de arame das asas de duas baías, que exigia mais manutenção do que as asas semi-cantilever do Fokker D.VII. As avaliações de aeronaves capturadas por pilotos aliados foram igualmente desfavoráveis.
Entre 750 e 800 D.XII de escolta/observação foram completados até o Armistício. Um número substancial, cerca de 175, foi entregue aos Aliados. Destes, alguns foram enviados para os Estados Unidos e Canadá para avaliação.

## Variantes

### Pfalz tipos D experimentais
Durante o desenvolvimento do D.XII, a Pfalz produziu vários protótipos derivados do Pfalz D.III com asas do tipo SPAD e radiadores Windhoff com "orelhas".

### Pfalz D.XIIf
O motor BMW IIIa supercomprimido teria proporcionado melhor desempenho na variante "D.XIIf". Os registros mostram que a Pfalz recebeu 84 desses motores entre julho e outubro de 1918, mas não há evidências fotográficas de qualquer produção de D.XII equipados com o BMW IIIa. Em sua autobiografia, Anthony Fokker afirmou que os pilotos destruíram deliberadamente aeronaves "D.XIIf" para que os motores pudessem ser recuperados e instalados em modelos Fokker D.VII.

### Pfalz D.XIV

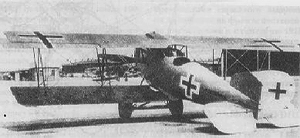
Pfalz D.XIV (série 2800/18).

O Pfalz "D.XIV" era um derivado do D.XII, utilizando a mesma fuselagem e estrutura básica da asa. O "D.XIV" diferia principalmente ao substituir o "Mercedes D.IIIaü" de 180 hp pelo Benz Bz.IVü de 200 hp, um motor substancialmente mais pesado. Para lidar com o aumento de potência e peso, o "D.XIV" apresentava asas de maior envergadura e um estabilizador vertical alargado. Ailerons aumentados foram usados para manter a taxa de rolagem. Alguns protótipos foram testados na segunda competição Adlershof e uma pequena ordem de produção se seguiu. A produção foi rapidamente encerrada, no entanto, e o "D.XIV" não viu serviço ativo. O "D.XIV" não ofereceu um aumento apreciável no desempenho sobre o D.XII, e o motor "Benz Bz.IVü" era necessário para aeronaves de reconhecimento.

## Exemplares sobreviventes

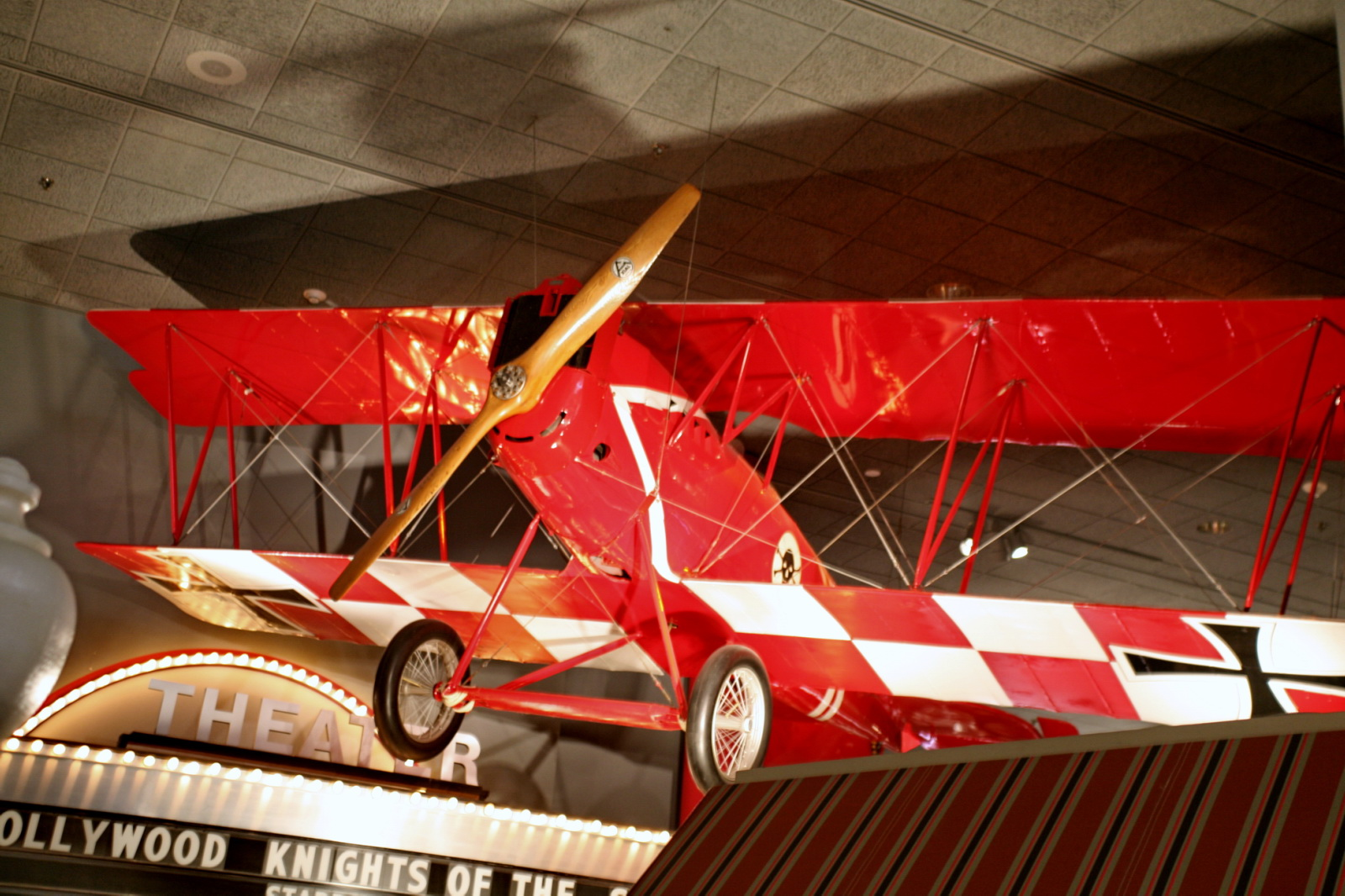
Pfalz D.XII no National Air and Space Museum. A aeronave usa marcas espúrias do filme "The Dawn Patrol".

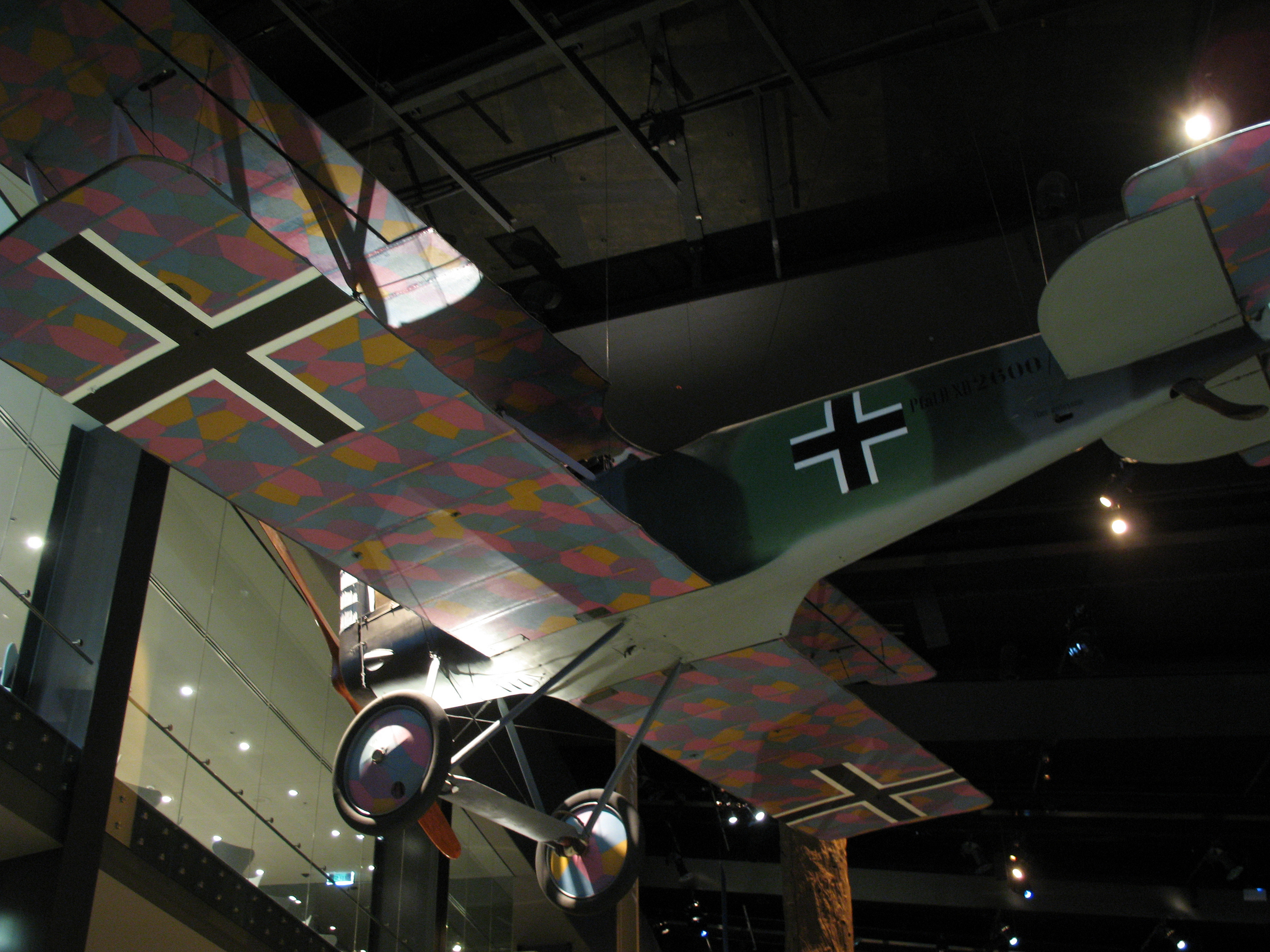
D.XII no ANZAC Hall
do Australian War Memorial.

- Na década de 1920, dois D.XII foram vendidos como excedente de guerra para a Crawford Airplane & Supply Co. de Venice, Califórnia. Embora muito deteriorada, a aeronave apareceu brevemente como adereços no filme de 1930 "The Dawn Patrol".[12] Ambos os D.XII acabaram sendo vendidos a colecionadores particulares. Hoje, uma dessas aeronaves está exposta no "Seattle Museum of Flight", depois de ter sido adquirida do extinto "Champlin Fighter Museum", em Mesa, Arizona. A segunda está exposta no "National Air and Space Museum", em Washington D.C.
- Uma aeronave D.XII preservada também é exibida no "Musée de l'Air et de l'Espace" em Paris.
- O exemplar serial 2600/18 foi um dos vários Pfalz D.XII concedidos à Austrália em 1919 sob os termos do Armistício. Seu histórico de serviço é desconhecido. No final de 1919, a aeronave foi enviada do 2º Aircraft Salvage Depot na França para a Inglaterra e, posteriormente, para a Austrália. Foi exibido temporariamente em Melbourne e Adelaide em 1920. Em 1924, a aeronave foi exibida em Sydney.

O serial 2600/18 foi removido para armazenamento em 2001. Após uma extensa restauração no "Treloar Resource Centre" em Canberra, a aeronave foi exibida no ANZAC Hall da AWM em 2008.

## Operadores

### Militares
Império Alemão
- "Luftstreitkräfte"

 Polônia
- "Força Aérea Polonesa"

### Civis
Estados Unidos
- O gerente de propriedade da Paramount Pictures, Louis Kinnell, levou uma fuselagem para os galpões do "Chaffee Junior College" e a restaurou à condição de vôo. Esta aeronave foi mantida no "Dycer Field" (Los Angeles, Califórnia) e voou sem registro por um curto período de tempo em 1939.

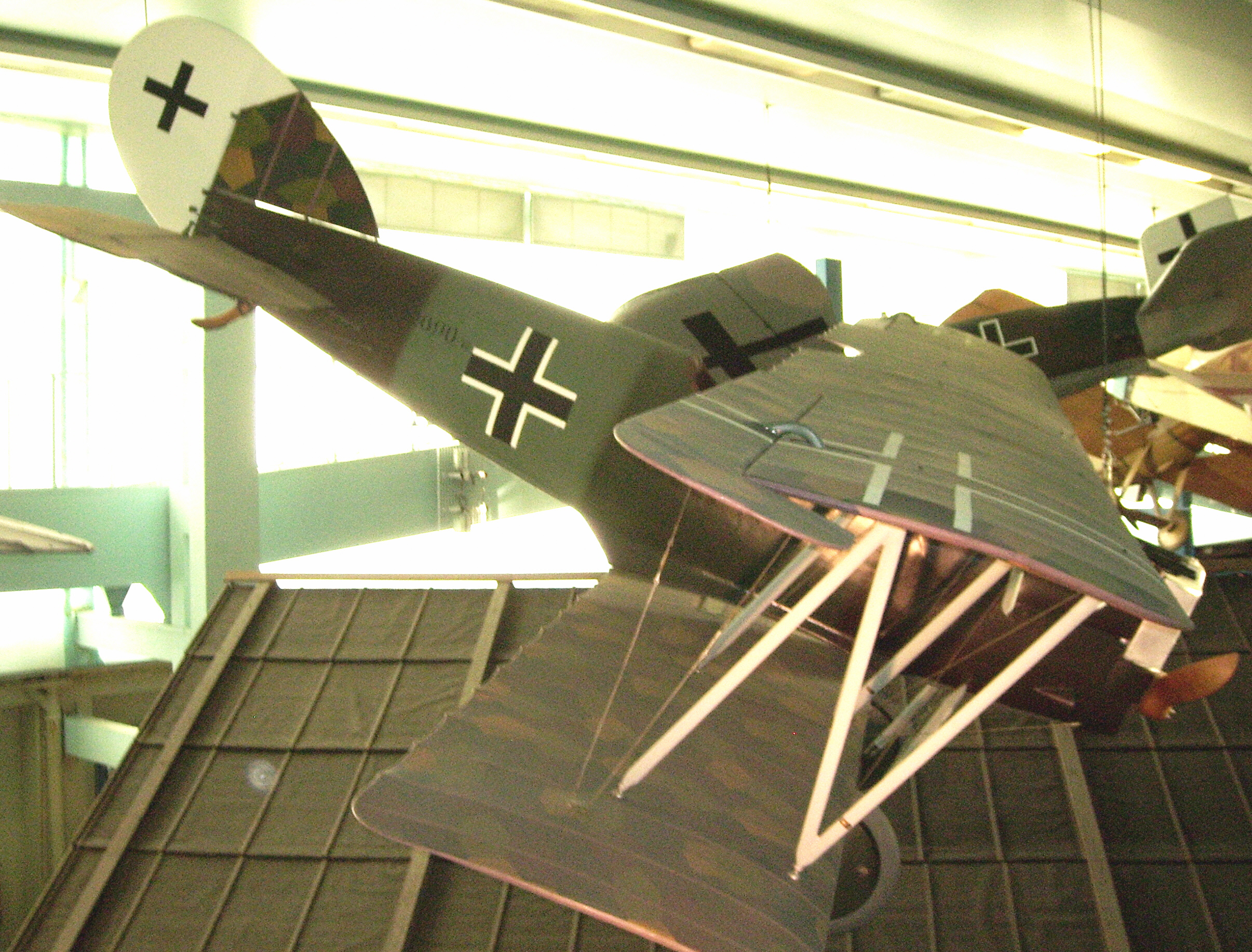
Pfalz D.XII (série 2690/18) exibido
no Musée de l'Air et de l'Espace.

## Especificações (D.XII)
Dados de: German Aircraft of the First World War
Descrições gerais
- Tripulação: 1 piloto
- Comprimento: 6,35 m (21 ft)
- Envergadura: 9 m (30 ft)
- Altura: 2,7 m (8,9 ft)
- Área alar: 21,7 m² (234 ft²)
- Peso vazio: 716 kg (1 580 lb)
- Peso bruto (carregado): 897 kg (1 980 lb)

Motorização
- Número de motores: 1x
- Tipo do motor: Mercedes D.III de 6 cilindros em linha refrigerado a água
- Potência por motor: 180 hp (134 kW)

Performance
- Velocidade máxima: 170 km/h (106 mph)
- Velocidade de cruzeiro (km/h): 185 km/h (115 mph)
- Alcance: 740 km (460 mi)
- Autonomia: 2:30 hs
- Razão de subida: 4.09 m/s
- Tecto de serviço: 5 600 m (18 400 ft)

Armamentos
- Metralhadoras/canhões: 2 x metralhadoras LMG 08/15  7,92 mm (.312")